# Estación Eduardo Castex
Eduardo Castex es una estación ferroviaria ubicada en la localidad de Eduardo Castex, Departamento Conhelo, Provincia de La Pampa, Argentina.

## Ubicación
Se encuentra en el km 581,0 km desde la Estación Once.

## Servicios
No presta servicios de pasajeros desde principios de la década de 1990. Sus vías están concesionadas a la empresa de cargas Ferroexpreso Pampeano, sin embargo se encuentran abandonadas y sin uso.